# Herstal Group
Herstal Group é a empresa-mãe das empresas de fabricação de marcas de armas pequenas FN Herstal, U.S. Repeating Arms Company (Winchester) e Browning Arms Company. Possui sede em Liège, na Bélgica e escritórios em outros nove países europeus, bem como na América do Norte e Ásia. Tem uma parceria corporativa com a empresa japonesa, Miroku Co., Ltd..
Desde 1997, Herstal Group é 100% de propriedade do Governo da Wallonia que adquiriu o restante das ações da empresa GIAT.
Em 1957, OTAN adotou como padrão o projeto de munição 7.62×51mm do Grupo Herstal. Mais tarde, em 1982, adotou projeto de munição 5.56×45mm de Eugene Stoner.